# Hans Hirtz

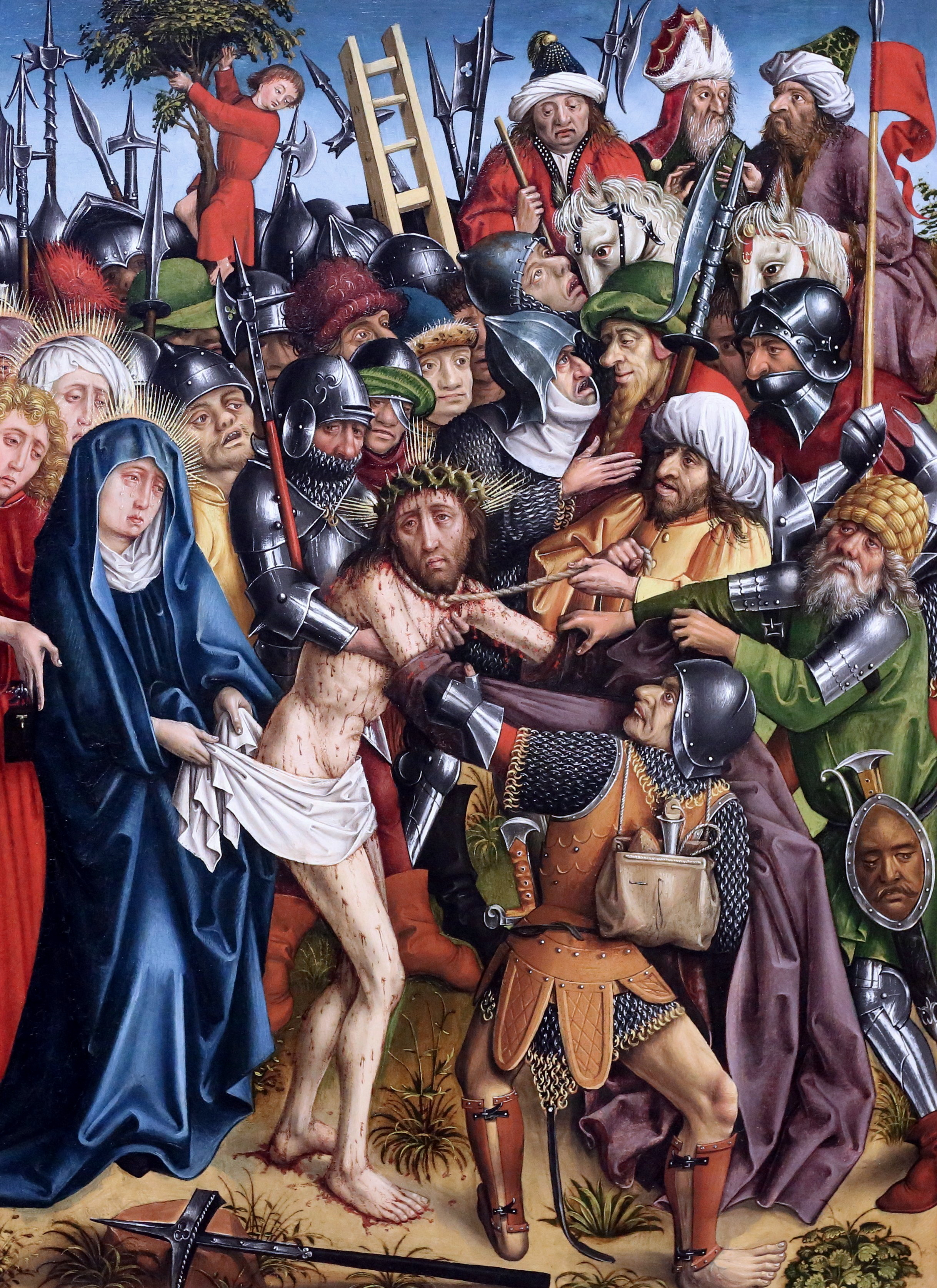
Meister der Karlsruher Passion (Hans Hirtz?): Entkleidung Christi (aus der Karlsruher Passion), um 1440

Hans Hirtz (oder Hirtze) war ein deutscher Maler der Spätgotik am Oberrhein. Er war um 1420 am Oberrhein, beispielsweise in  Straßburg tätig. Noch in Quellen des 16. Jahrhunderts wird er als herausragender Künstler gewürdigt. Es wird vermutet, dass Hans Hirtz der Maler der Karlsruher Passionstafeln war und damit mit deren als Meister der Karlsruher Passion benannten Urheber identifiziert werden kann.

## Lebensdaten

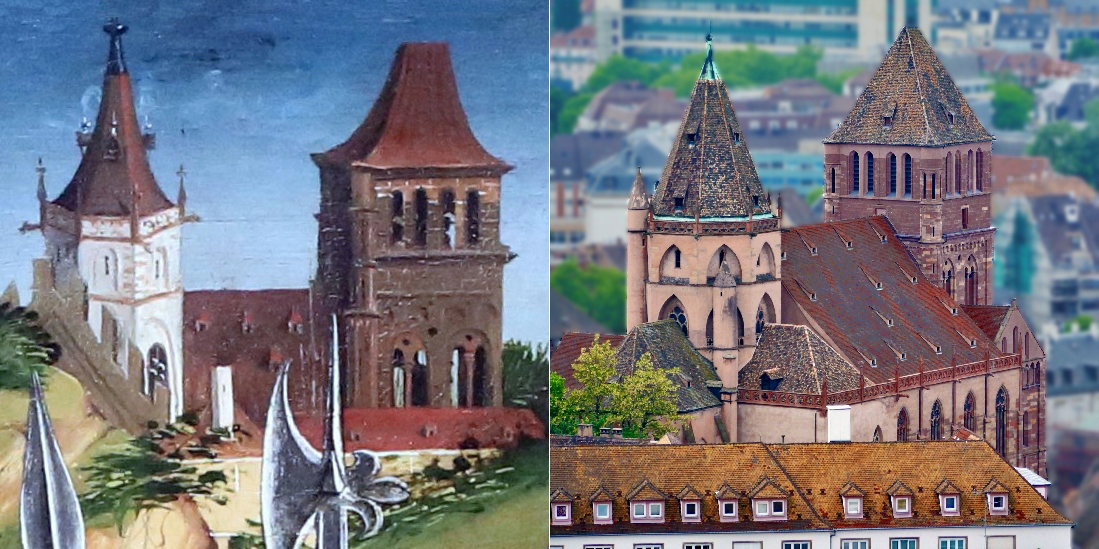
Die Straßburger Thomaskirche auf der Kreuztragung Christi (aus der Karlsruher Passion) und im Jahr 2015

Von Hans Hirtz Lebensdaten ist nur bekannt, dass er sich zwischen 1421 und 1463 in Straßburg aufhielt. Er verstarb vor 1466, in diesem Jahr wird seine Witwe erwähnt.
Die Witwe von Hans Hirtz heiratete den ebenfalls in Straßburg tätigen Glasmaler Peter Hemmel von Andlau.

## Meister der Karlsruher Passion?
Hans Hirtz soll identisch sein mit dem Meister der Karlsruher Passion, einem bedeutenden Vertreter der oberrheinischen Spätgotik. Von dem Karlsruher Passion genannten um 1440 entstandenen Passionsaltar werden heute  sechs Tafeln in der Staatlichen Kunsthalle Karlsruhe unter der Zuschreibung Meister der Karlsruher Passion (Hans Hirtz?) aufbewahrt. Eine weitere Tafel, die Gefangennahme Christi, gehört zu der Sammlung des Wallraf-Richartz-Museums in Köln. Die Bilder werden zu den bedeutenden Werken der spätmittelalterlichen Tafelmalerei Deutschlands gerechnet.